# 卢埃河畔莫泽
卢埃河畔莫泽（法語：Mozé-sur-Louet，法語發音：[moze syʁ lwɛ] ⓘ）是法国曼恩-卢瓦尔省的一个市镇，属于昂热区。

## 地理
卢埃河畔莫泽（47°21'27"N, 0°33'6"W）面积25.53 平方千米，位于法国卢瓦尔河地区大区曼恩-卢瓦尔省，该省份为法国西部内陆省份，大致对应安茹地区，北起顺时针与马耶讷省、萨尔特省、安德尔-卢瓦尔省、维埃纳省、德塞夫勒省、旺代省、大西洋卢瓦尔省和伊勒-维莱讷省接壤。
与卢埃河畔莫泽接壤的市镇（或旧市镇、城区）包括：莱永河畔博略、德内、米尔-埃里涅、卢瓦尔河畔罗什福尔、圣让德拉克鲁瓦、欧邦斯河畔苏莱讷、贝勒维涅昂莱永。
卢埃河畔莫泽的时区为UTC+01:00、UTC+02:00（夏令时）。

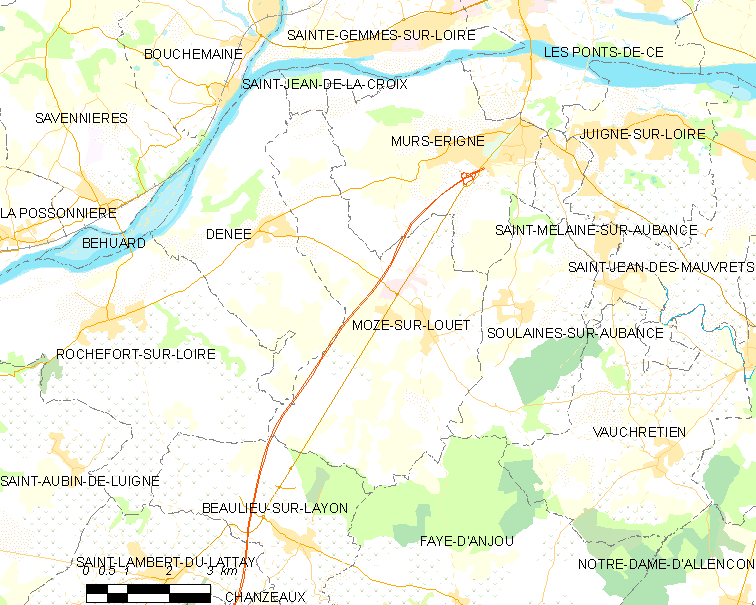
卢埃河畔莫泽的OSM定位图

## 行政
卢埃河畔莫泽的邮政编码为49610，INSEE市镇编码为49222。

## 政治
卢埃河畔莫泽所属的省级选区为安茹地区舍米耶县。

## 人口

1962-2008年间卢埃河畔莫泽人口变化图示

卢埃河畔莫泽于2022年1月1日时的人口数量为2033人。